# Ewart Oakeshott
Ronald Ewart Oakeshott (25 de maig de 1916 - Ely (Anglaterra), 30 de setembre de 2002) va ser un il·lustrador, col·leccionista i historiador amateur britànic que va escriure prodigiosament armes i armadures medievals. Va ser membre de la Societat d'Antiquaris de Londres, membre fundador de la Societat d'Armes i Armadures i fundador de l'Institut Oakeshott. Va crear un sistema de classificació de l'espasa medieval, la tipologia d'Oakeshott, una organització sistemàtica de l'armament medieval.

## Biografia
Ronald Ewart Oakeshott va néixer el 1916. El seu oncle, Jeffrey Farnol, escrivia novel·les romàntiques i swashbucklers, i col·leccionava d'espases antigues, cosa que feu que el jove Oakeshott comencés a interessar-se per les espases. Després de titolar-se al Dulwich College, Oakeshott va estudiar a la Central School of Art de Londres. Va treballar als estudis Carlton i a A.E. Johnson Ltd com a artista comercial. Mentre, va recollir armes i armadures i va crear una col·lecció significativa; en aquest moment, durant les dècades del 1930 i 1940, les espases antigues encara es podien adquirir a bon preu i Oakeshott va començar a recollir-les. A causa de l'escassetat d'informació sobre aquestes, va començar a investigar ell mateix. Com a artista entrenat, va il·lustrar la majoria dels seus llibres i també es va convertir en un orador sobre armes i armadures.
Oakeshott va servir a la Royal Navy entre 1940 i 1945, serví en destructors d'escorta durant la Segona Guerra Mundial, i va quedar invàlid després de ser ferit. Va tornar a A.E. Johnson, Ltd. i exercí com a director durant quinze anys fins que plegà el 1960 per esdevenir investigador i escriptor a temps complet, tot i que encara trobà temps per pintar imatges sobre el mar i altres temes. El 1963 va conèixer l'educadora i escriptora Sybil Marshall en un ball. Va deixar la seva dona per ella i es van casar el 1995, després de la mort de la seva primera esposa, Margaret Roberts. El 1964 va ser elegit membre de la Societat d'Antiquaris de Londres. Oakeshott ser cofundador de la Societat d'Armes i Armadures el 1948 i va exercir de president de la societat el 1951. Oakeshott va publicar també el 1951 l'article «A Royal Sword in Westminster Abbey» (Una espasa reial a l'Abadia de Westminster) a The Connoisseur sobre els resultats del seu treball sobre l'espasa d'Enric V a l'Abadia de Westminster. Com a resultat, Oakeshott va començar a ser consultat per museus, com el Museu Fitzwilliam de Cambridge, i per col·leccionistes privats.
Ewart Oakeshott es va casar dues vegades, primer amb Margaret Roberts. La seva segona esposa, la novel·lista Sybil Marshall (1913–2005), li va sobreviure, juntament amb un fill i dues filles del seu primer matrimoni.
A la seva mort, Oakeshott va llegar la seva col·lecció personal de més de 75 espases, incloent-hi moltes d'importància històrica, a l'Institut d'Armes i Armadures d'Oakeshott de Minneapolis, una organització educativa dedicada a la divulgació juvenil i a «promoure l'interès en les armes i armadures antigues, mitjançant una experiència educativa pràctica». L'Institut està creant actualment una base de dades en línia 3D de la col·lecció, titulada Historical Sword Documentation Project (Projecte de documentació sobre espases històriques), que proporciona accés internacional a les armes antigues i, seguint el desig d'Oakeshott, que la col·lecció de la seva família sigui accessible i beneficiosa per al públic.

## La tipologia d'Oakeshott

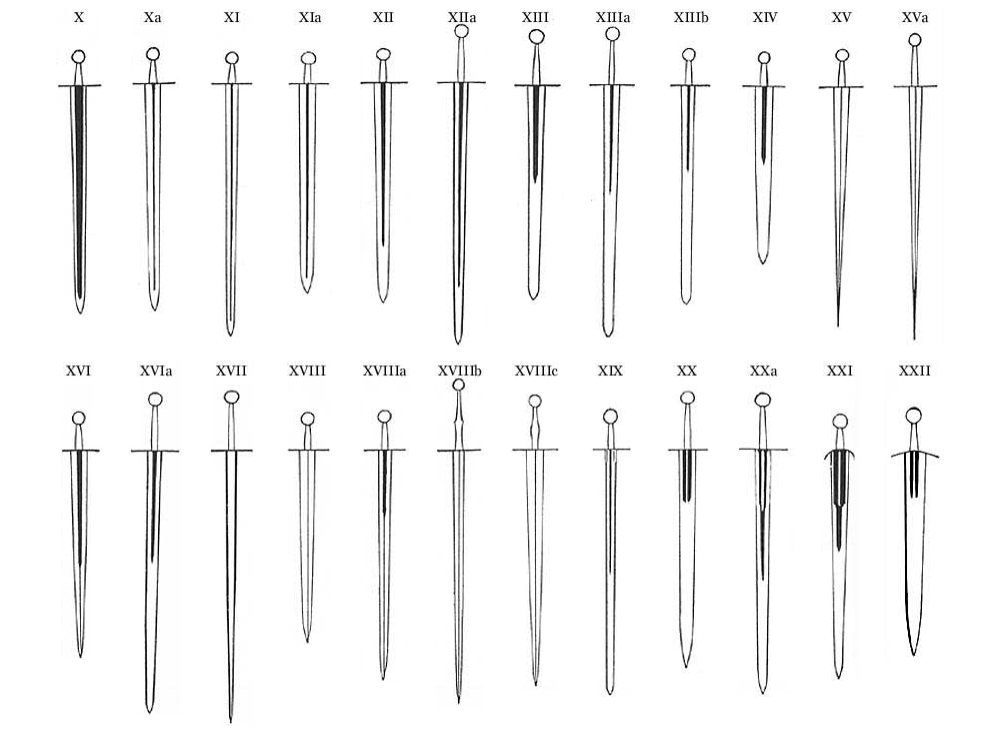
Tipologia d'Oakeshott

La tipologia d'espases medievals i renaixentistes d'Oakeshott és una de les seves obres més influents i duradores. Tot i que el seu treball no era del tot original, va ser sens dubte innovador. El doctor Jan Peterson havia desenvolupat prèviament una tipologia d'espases vikingues, formada per 26 categories. La tipologia de Peterson va ser simplificada per R.E.M. Wheeler a només 7 categories (tipus i-vii). Aquesta tipologia simplificada va ser lleugerament ampliada per Oakeshott mitjançant l'addició de dos tipus de transició, que portà a les 9 categories actuals (tipus i-ix). Amb aquesta base, Oakeshott va començar a treballar en la seva pròpia tipologia de 13 categories de l'espasa medieval que va del tipus x al tipus xxii.
El que va fer que la tipologia d'Oakeshott fos única és que va ser un dels primers, a dins i fora del món acadèmic, a considerar seriosament i sistemàticament la forma i la funció de les fulles de les espases medievals europees, així com la empunyadura, que havia estat el criteri primordial dels anterior estudiosos. La seva tipologia va traçar l'evolució funcional de les espases europees durant un període de cinc segles, començant per la fi de l'edat del ferro (tipus x), i va tenir en compte molts factors: la forma de les fulles en secció transversal, la forma del perfil, la forja, si les fulles eren rígides, etc. Això va ser un avanç.
Els llibres d'Oakeshott també van desfer molts estereotips populars sobre espases occidentals pesades i maldestres. Va enumerar els pesos i mesures de moltes espases de la seva col·lecció, que s'han convertit en la base per a treballs acadèmics addicionals, així com plantilles per a la creació de rèpliques modernes d'alta qualitat.

## Llista d'obres publicades
- The Archaeology of Weapons: Arms and Armour from Prehistory to the Age of Chivalry Boydell Press, 1960. ISBN 0-486-29288-6
- A Knight and His Horse Dufour Editions, 1962, 1995. ISBN 0-8023-1297-7
- The Sword in Anglo-Saxon England Boydell & Brewer, 1962. ISBN 0-85115-355-0
- The Sword in the Age of Chivalry Boydell Press, 1964. ISBN 0-85115-715-7
- A Knight and His Weapons Dufour Editions, 1964, 1997. ISBN 0-8023-1299-3
- A Knight and His Castle Dufour Editions, 1965, 1996. ISBN 0-8023-1294-2
- Dark Age Warrior Dufour Editions, 1974, 1984. ISBN 0-8023-1273-X
- Records of the Medieval Sword Boydell Press, 1991. ISBN 0-85115-566-9
- A Knight in Battle Dufour Editions, 1998. ISBN 0-8023-1322-1
- A Knight and His Armor Dufour Editions, 1999. ISBN 0-8023-1329-9
- European Weapons and Armour: From the Renaissance to the Industrial Revolution Boydell Press, 2000. ISBN 0-85115-789-0
- Sword in Hand Arms & Armor, Inc., 2000. ISBN 0-9714379-0-4
- Swords of the Viking Age Boydell Press, 2002. ISBN 0-8023-1294-2